# ドミノ・デー
ドミノ・デーとは、オランダで年一回放送された特別番組。
毎回、工夫を凝らした演出が人気となり、1998年から2009年までほぼ毎年放送された。

## 概要
この番組は、1988年にオランダが一回限りのドミノ倒しの世界記録の挑戦としてしたドミノ倒しのイベントで世界記録を樹立して10年を記念して、ドミノ・ディー・デーとして放送されたのがきっかけに始まった。
また、2008年には10回目のドミノ・デーを記念して、番組内で同時に10個の世界記録を達成するドミノの仕掛けを作り、成功した（当時の世界記録）。
達成した世界記録は以下の通り。
- 世界最長のドミノの螺旋　200m
- 一つの立てたドミノ碑の上に積まれ、１時間静止したドミノ碑の数　727枚
- 最も高いドミノの階段登り　12m
- 最も小さいドミノ碑　縦7.2mm　横3.4mm　厚さ1mm
- 最も大きなドミノ碑　高さ4.8m
- 最も長いドミノの壁　全長16m
- 最も大きなドミノの構造物　25000枚
- 最も早いドミノ倒し　30mを4秒21
- 最も大きなドミノのモザイク画　100万枚　500㎡
- 一度のタッチから連鎖的に倒れたドミノ碑の数　434万5027枚